# The Great Shadow
The Great Shadow è un film muto del 1920 diretto da Harley Knoles, una co-produzione tra Canada e Usa, interpretata da Tyrone Power Sr.

## Trama
In un cantiere, Jim McDonald, il caposquadra, è impegnato a combattere la propaganda di una gang bolscevica capeggiata da Klimoff. Nonostante i suoi sforzi, Klimoff riesce a organizzare uno sciopero che provoca la morte del figlio di Jim, travolto da un carro senza nessuno alla guida dei cavalli. Un armistizio deve essere raggiunto tra Capitale e Lavoro: gli scioperanti si rendono conto di essere stati manovrati dai bolscevichi e accettano un piano di confronto per appianare le divergenze economiche e politiche.

## Produzione
Il film fu prodotto da George Brownridge per la Adanac Producing Company e venne girato in Canada, a Trenton nell'Ontario con un budget stimato di 86.000 dollari canadesi.

## Distribuzione
Distribuito dalla Republic Distributing Corporation, il film uscì nelle sale canadesi il 20 marzo 1920 e in quelle Usa il 21 aprile 1920.